# 射干麻黃湯
射干麻黃湯，別名紫菀散或麻黃射干湯。主治心肺氣逆壅上的咳嗽，伴隨清稀的痰，以及喉嚨發出類似蛙類呼嚕呼嚕的痰鳴聲響。

## 症狀之成因
- 為何會有咳？當太陽症之水氣不能以汗排出時，則會留於胸膈，成為「寒飲」[註 2]。而「寒飲」上冒則咳。

- 為何有「上氣」的現象？因為胸有「留飲」，造成肺脹、肺氣壅寒，不能順利吸氣，故有上氣。

- 為何會發出「水雞聲」？因呼吸時會將胸膈之留飲引到喉間，痰與氣相接觸，因而發出水雞聲。[3][4][5]

## 出處
《金匱要略》肺痿肺癰欬嗽上氣病脈證治第七：「咳而上氣，喉中水雞聲，射干麻黃湯主之」，「…以水一斗二升，先煮麻黃兩沸，去上沫，內諸藥，煮取三升，分溫三服。」

## 功用
散寒宣肺，降逆化痰。治療咳嗽但為痰清稀者；也用於兒科過敏性哮喘、急慢性氣管、支氣管炎、肺炎、百日咳、肺氣腫、肺水腫等。

## 辨症要點
1. 喘咳。
2. 痰多泡沫。
3. 喉中水雞聲。
4. 口不渴。
5. 苔白膩。
6. 脈浮緊。

## 方劑組成
射干十三枚 (一法三兩)；麻黃四兩；生薑四兩；細辛、紫苑、款冬花各三兩；五味子半升；大棗七枚；半夏大者，洗，八枚，一法半斤)。

## 方義
- 本方為小青龍湯之變方；麻黃、細辛、半夏、五味子與小青龍湯同。然而降逆之射干，利水之紫菀，散寒之生薑，止咳之款冬花，和中之大棗則與小青龍湯相異。[3]

- 射干配麻黃，同時去掉芍藥和甘草，是為了有利於化除飲邪。[4]

- 射干、紫菀、款冬花利肺氣，合麻黃、細辛、生薑之發散，與半夏之降逆，五味子之收斂，大棗之安中而成一方之妙用。[5]

## 外部連結
- 小青龍湯 中藥方劑圖像數據庫 (香港浸會大學中醫藥學院) （中文）（英文）